# Lusushwana
Der Lusushwana (auch Little Usuthu) ist ein linker Nebenfluss des Maputo in Eswatini und in der Republik Südafrika.

## Geographie
Der Lusushwana entspringt in Südafrika, nahe der Grenze zu Eswatini. Er fließt in südöstlicher Richtung. Kurz nach der Grenze wird er im Luphohlo Reservoir gestaut. Nach Verlassen des Stausees folgt er weiter seinem Kurs und fließt dabei einige Kilometer südlich der Hauptstadt Mbabane durch die Region Hhohho. Er mündet schließlich in der Region Manzini in den Lusutfu.